# Североамериканская ореховка
Североамериканская ореховка (лат. Nucifraga columbiana) — вид птиц из семейства врановых (Corvidae).
Длина тела составляет 27—30 см. Окраска оперения пепельно-серого цвета, за исключением чёрно-белых крыльев и центральных рулевых перьев. Клюв и ноги также чёрные.
Живёт в сосновых лесах Скалистых гор и на соседних хребтах. Специализируется на семенах разных видов сосны, которые птица прячет в течение года, чтобы затем кормиться ими в зимний период. Строит свои гнёзда на вершинах сосен. В кладке от двух до четырёх (иногда шесть) яиц. Кладку насиживают обе родительские птицы в конце зимы и весной в течение 16—18 дней. Через три недели молодые птицы покидают гнездо и проводят несколько месяцев с родителями, обучаясь у них искусству собирать и прятать семена.